# Râul Valea Rea, Bulz
- Pentru alte râuri omonime, vedeți pagina de dezambiguizare Valea Rea.

Râul Valea Rea este un afluent al râului Bulz.

## Generalități
Râul Valea Rea, Bulz, nu are afluenți semnificativi și nici nu trece prin vreo localitate.

## Hărți
- Harta munții Bihor-Vlădeasa  Arhivat în 9 iunie 2008, la Wayback Machine.
- Harta munții Apuseni